# Нотр-Дам-де-ла-Пе (Ямусукро)
Базиліка Нотр-Дам-де-ла-Пе (французька Basilique Notre-Dame de la Paix) — католицький кафедральний собор у столиці Кот-д’Івуара місті Ямусукро, занесена в Книгу рекордів Гіннесу як найбільша церква у світі. Вона була зведена між 1985 і 1989 роками за зразком собору св. Петра в Римі. Освячення храму відбулося 10 вересня 1990 року Папою Римським Іваном Павлом II. 30 жовтня цього ж року храму був наданий почесний статус малої базиліки.